# Mytomani
Mytomani (af græsk myto + mani) er en sygelig trang til at fortælle opdigtede historier – oftest med sig selv i en glorværdig rolle. Man kan have mytomani i forbindelse med, at man har en dyssocial eller en histrionisk personlighedsforstyrrelse.